# Genoa 1893 1977-1978
Questa voce raccoglie le informazioni riguardanti il Genoa 1893 nelle competizioni ufficiali della stagione 1977-1978.

## Stagione
In questa stagione il Genoa di Luigi Simoni rincorre durante tutto il campionato la salvezza.

La perde all'ultima partita del campionato, in quella giocata a Firenze, che di fatto è stata un vero e proprio spareggio.
Per salvarsi il grifone doveva necessariamente vincere e lo 0-0 finale lascia a pari punti le due contendenti, ma di fatto lo condanna in virtù della peggiore differenza reti stagionale.
Per mantenere la categoria in una sfortunata stagione, non sono bastate al Genoa le reti di Roberto Pruzzo e di Giuseppe Damiani, ben 22 nell'arco della stagione, 11 a testa, per Roberto 9 in campionato e 2 in Coppa Italia, e per Beppe 7 in campionato e 4 in Coppa.
In Coppa Italia disputa il quarto girone di qualificazione: il Genoa cede al Torino il passaggio al girone finale perdendo 1-2 proprio lo scontro diretto all'ultima partita a Torino.

## Divise
La maglia per le partite casalinghe presentava i tradizionali colori rossoblù.

## Organigramma societario
Area direttiva
- Presidente: Renzo Fossati

Area tecnica
- Allenatore: Luigi Simoni

## Rosa
| N. |                   | Ruolo | Calciatore         |
| -- | ----------------- | ----- | ------------------ |
|    | Italia (bandiera) | P     | Sergio Citarella   |
|    | Italia (bandiera) | P     | Sergio D'Arsiè     |
|    | Italia (bandiera) | P     | Sergio Girardi     |
|    | Italia (bandiera) | P     | Sergio Motta       |
|    | Italia (bandiera) | P     | Claudio Tarocco    |
|    | Italia (bandiera) | D     | Fabrizio Berni     |
|    | Italia (bandiera) | D     | Franco Campidonico |
|    | Italia (bandiera) | D     | Alessandro Ferrari |
|    | Italia (bandiera) | D     | Antonio Maggioni   |
|    | Italia (bandiera) | D     | Franco Ogliari     |
|    | Italia (bandiera) | D     | Claudio Onofri     |
|    | Italia (bandiera) | D     | Felice Secondini   |
|    | Italia (bandiera) | D     | Fausto Silipo      |

| N. |                      | Ruolo | Calciatore           |
| -- | -------------------- | ----- | -------------------- |
|    | Italia (bandiera)    | C     | Ignazio Arcoleo      |
|    | Italia (bandiera)    | C     | Angelo Castronaro    |
|    | Italia (bandiera)    | C     | Silvino Chiappara    |
|    | Italia (bandiera)    | C     | Vincenzo Di Giovanni |
|    | Italia (bandiera)    | C     | Pierino Ghetti       |
|    | Venezuela (bandiera) | C     | Denis Mendoza        |
|    | Italia (bandiera)    | C     | Angelo Molinari      |
|    | Italia (bandiera)    | C     | Francesco Rizzo      |
|    | Italia (bandiera)    | A     | Gregorio Basilico    |
|    | Italia (bandiera)    | A     | Mauro Bordoni        |
|    | Italia (bandiera)    | A     | Giuseppe Damiani     |
|    | Italia (bandiera)    | A     | Roberto Pruzzo       |
|    | Italia (bandiera)    | A     | Giovanni Urban       |

## Risultati

### Serie A

#### Girone di andata
| Arbitro: | Reggiani (Bologna) |

|                                      |           |             |
| Badiani 60’ (aut.) Pruzzo 85’ (rig.) | Marcatori | 29’ D'Amico |

| Arbitro: | Gonella (Torino) |

|                              |           |                         |
| Rivera 3’ (rig.) Capello 41’ | Marcatori | 12’, 64’ (rig.) Damiani |

| Arbitro: | Ciulli (Roma) |

|                 |           |  |
| Pruzzo 12’, 64’ | Marcatori |  |

| Napoli 2 ottobre 1977 4ª giornata | Napoli           | 0 – 0 | Genoa | Stadio San Paolo\| Arbitro: \| Casarin (Milano) \| |
| Arbitro:                          | Casarin (Milano) |       |       |                                                    |

| Arbitro: | Serafino (Roma) |

|                         |           |                          |
| Mendoza 13’ Damiani 29’ | Marcatori | 15’ (rig.), 56’ Mascetti |

| Arbitro: | Agnolin (Bassano del Grappa) |

|                                         |           |             |
| Pulici 8’ Graziani 52’ (rig.) Pecci 82’ | Marcatori | 30’ Damiani |

| Genova 6 novembre 1977 7ª giornata | Genoa            | 0 – 0 | Foggia | Stadio Luigi Ferraris\| Arbitro: \| Ciacci (Firenze) \| |
| Arbitro:                           | Ciacci (Firenze) |       |        |                                                         |

| Arbitro: | Mattei (Macerata) |

|            |           |             |
| Libera 85’ | Marcatori | 33’ Damiani |

| Arbitro: | Barbaresco (Cormons) |

|                                                              |           |  |
| Tardelli 68’ Ogliari 74’ (aut.) Causio 83’ Onofri 86’ (aut.) | Marcatori |  |

| Arbitro: | Prati (Parma) |

|                   |           |  |
| Pruzzo 19’ (rig.) | Marcatori |  |

| Arbitro: | Ciacci (Firenze) |

|              |           |  |
| Musiello 23’ | Marcatori |  |

| Arbitro: | Gussoni (Tradate) |

|            |           |                              |
| Pruzzo 85’ | Marcatori | 24’ (aut.) Arcoleo 73’ Rossi |

| Arbitro: | Bergamo (Livorno) |

|                           |           |            |
| Garuti 26’ Massimelli 88’ | Marcatori | 82’ Pruzzo |

| Arbitro: | Lapi (Firenze) |

|                           |           |  |
| Anastasi 8’ Altobelli 60’ | Marcatori |  |

| Arbitro: | Lo Bello (Siracusa) |

|                              |           |           |
| Rizzo 27’ Damiani 75’ (rig.) | Marcatori | 62’ Sella |

#### Girone di ritorno
| Roma 29 gennaio 1978 16ª giornata | Lazio         | 0 – 0 | Genoa | Stadio Olimpico\| Arbitro: \| Lops (Torino) \| |
| Arbitro:                          | Lops (Torino) |       |       |                                                |

| Arbitro: | Michelotti (Parma) |

|            |           |                   |
| Pruzzo 71’ | Marcatori | 16’ (aut.) Onofri |

| Perugia 12 febbraio 1978 18ª giornata | Perugia          | 0 – 0 | Genoa | Stadio Pian di Massiano\| Arbitro: \| Casarin (Milano) \| |
| Arbitro:                              | Casarin (Milano) |       |       |                                                           |

| Arbitro: | Mattei (Macerata) |

|           |           |                    |
| Berni 45’ | Marcatori | 74’ (rig.) Savoldi |

| Arbitro: | Lanese (Messina) |

|                   |           |  |
| Mascetti 42’, 44’ | Marcatori |  |

| Arbitro: | Lattanzi (Roma) |

|            |           |                     |
| Pruzzo 43’ | Marcatori | 27’ Pulici 47’ Sala |

| Arbitro: | Panzino (Catanzaro) |

|                   |           |            |
| Bordon 80’ (rig.) | Marcatori | 27’ Pruzzo |

| Arbitro: | Michelotti (Parma) |

|  |           |             |
|  | Marcatori | 30’ Manueli |

| Arbitro: | Casarin (Milano) |

|                        |           |                             |
| Ghetti 49’ Damiani 82’ | Marcatori | 19’ Tardelli 75’ Boninsegna |

| Pescara 2 aprile 1978 25ª giornata | Pescara             | 0 – 0 | Genoa | Stadio Adriatico\| Arbitro: \| Lo Bello (Siracusa) \| |
| Arbitro:                           | Lo Bello (Siracusa) |       |       |                                                       |

| Arbitro: | Mattei (Macerata) |

|             |           |  |
| Arcoleo 24’ | Marcatori |  |

| Arbitro: | D'Elia (Salerno) |

|            |           |  |
| Filippi 8’ | Marcatori |  |

| Genova 23 aprile 1978 28ª giornata | Genoa            | 0 – 0 | Bologna | Stadio Luigi Ferraris\| Arbitro: \| Gonella (Torino) \| |
| Arbitro:                           | Gonella (Torino) |       |         |                                                         |

| Arbitro: | Mattei (Macerata) |

|                |           |              |
| Castronaro 20’ | Marcatori | 77’ Anastasi |

| Firenze 7 maggio 1978 30ª giornata | Fiorentina      | 0 – 0 | Genoa | Stadio Comunale\| Arbitro: \| Menegali (Roma) \| |
| Arbitro:                           | Menegali (Roma) |       |       |                                                  |

### Coppa Italia

#### Quarto Girone
| Arbitro: | Mattei (Macerata) |

|                                            |           |            |
| Ghetti 8’, 53’ Damiani 60’, 64’ Pruzzo 68’ | Marcatori | 11’ Nicoli |

| Arbitro: | Prati (Parma) |

|             |           |                         |
| Asnicar 68’ | Marcatori | 50’ Pruzzo 58’ Basilico |

| 28 agosto 1977 3ª giornata |  | – Riposa |  |  |

| Arbitro: | Menicucci (Firenze) |

|                    |           |             |
| Damiani 26’ (rig.) | Marcatori | 84’ Sartori |

| Arbitro: | Michelotti (Parma) |

|                      |           |            |
| Butti 13’ Pulici 40’ | Marcatori | 4’ Damiani |

## Statistiche

### Statistiche di squadra
| Competizione | Punti | In casa | In casa | In casa | In casa | In casa | In casa | In trasferta | In trasferta | In trasferta | In trasferta | In trasferta | In trasferta | Totale | Totale | Totale | Totale | Totale | Totale | DR  |
| Competizione | Punti | G       | V       | N       | P       | Gf      | Gs      | G            | V            | N            | P            | Gf           | Gs           | G      | V      | N      | P      | Gf     | Gs     | DR  |
| ------------ | ----- | ------- | ------- | ------- | ------- | ------- | ------- | ------------ | ------------ | ------------ | ------------ | ------------ | ------------ | ------ | ------ | ------ | ------ | ------ | ------ | --- |
| Serie A      | 25    | 15      | 5       | 7       | 3       | 17      | 14      | 15           | 0            | 8            | 7            | 6            | 19           | 30     | 5      | 15     | 10     | 23     | 33     | -10 |
| Coppa Italia |       | 2       | 1       | 0       | 1       | 6       | 2       | 2            | 1            | 0            | 1            | 3            | 3            | 4      | 2      | 1      | 1      | 9      | 5      | +4  |
| Totale       |       | 17      | 6       | 7       | 4       | 23      | 16      | 17           | 1            | 8            | 8            | 9            | 22           | 34     | 7      | 16     | 11     | 32     | 38     | -6  |

### Statistiche dei giocatori
Fonte:
| Giocatore      | Serie A  | Serie A | Serie A     | Serie A    | Coppa Italia | Coppa Italia | Coppa Italia | Coppa Italia | Totale   | Totale | Totale      | Totale     |
| Giocatore      | Presenze | Reti    | Ammonizioni | Espulsioni | Presenze     | Reti         | Ammonizioni  | Espulsioni   | Presenze | Reti   | Ammonizioni | Espulsioni |
| -------------- | -------- | ------- | ----------- | ---------- | ------------ | ------------ | ------------ | ------------ | -------- | ------ | ----------- | ---------- |
| I. Arcoleo     | 30       | 1       | ?           | ?          | ?            | ?            | ?            | ?            | 30+      | 1+     | ?           | ?          |
| G. Basilico    | 13       | 0       | ?           | ?          | ?            | ?            | ?            | ?            | 13+      | 0+     | ?           | ?          |
| F. Berni       | 27       | 1       | ?           | ?          | ?            | ?            | ?            | ?            | 27+      | 1+     | ?           | ?          |
| M. Bordoni     | 1        | 0       | ?           | ?          | ?            | ?            | ?            | ?            | 1+       | 0+     | ?           | ?          |
| A. Castronaro  | 30       | 1       | ?           | ?          | ?            | ?            | ?            | ?            | 30+      | 1+     | ?           | ?          |
| G. Damiani     | 28       | 7       | ?           | ?          | ?            | ?            | ?            | ?            | 28+      | 7+     | ?           | ?          |
| V. Di Giovanni | 3        | 0       | ?           | ?          | ?            | ?            | ?            | ?            | 3+       | 0+     | ?           | ?          |
| A. Ferrari     | 2        | 0       | ?           | ?          | ?            | ?            | ?            | ?            | 2+       | 0+     | ?           | ?          |
| P. Ghetti      | 18       | 1       | ?           | ?          | ?            | ?            | ?            | ?            | 18+      | 1+     | ?           | ?          |
| S. Girardi     | 24       | -26     | ?           | ?          | ?            | ?            | ?            | ?            | 24+      | -26+   | ?           | ?          |
| A. Maggioni    | 13       | 0       | ?           | ?          | ?            | ?            | ?            | ?            | 13+      | 0+     | ?           | ?          |
| D. Mendoza     | 24       | 1       | ?           | ?          | ?            | ?            | ?            | ?            | 24+      | 1+     | ?           | ?          |
| F. Ogliari     | 27       | 0       | ?           | ?          | ?            | ?            | ?            | ?            | 27+      | 0+     | ?           | ?          |
| C. Onofri      | 26       | 0       | ?           | ?          | ?            | ?            | ?            | ?            | 26+      | 0+     | ?           | ?          |
| R. Pruzzo      | 29       | 9       | ?           | ?          | ?            | ?            | ?            | ?            | 29+      | 9+     | ?           | ?          |
| F. Rizzo       | 14       | 1       | ?           | ?          | ?            | ?            | ?            | ?            | 14+      | 1+     | ?           | ?          |
| F. Secondini   | 9        | 0       | ?           | ?          | ?            | ?            | ?            | ?            | 9+       | 0+     | ?           | ?          |
| F. Silipo      | 25       | 0       | ?           | ?          | ?            | ?            | ?            | ?            | 25+      | 0+     | ?           | ?          |
| C. Tarocco     | 7        | -7      | ?           | ?          | ?            | ?            | ?            | ?            | 7+       | -7+    | ?           | ?          |
| G. Urban       | 5        | 0       | ?           | ?          | ?            | ?            | ?            | ?            | 5+       | 0+     | ?           | ?          |